# Green Spring (Kentucky)
Pour les articles homonymes, voir Green Spring.
Green Spring est une ville américaine située dans le comté de Jefferson, dans le Kentucky. Selon le recensement de 2020, sa population est de 711 habitants.